# Železniční trať Frýdlant v Čechách – Jindřichovice pod Smrkem
Železniční trať Frýdlant v Čechách – Jindřichovice pod Smrkem (v jízdním řádu pro cestující označená společně s tratí Liberec – Černousy číslem 037) je jednokolejná  regionální trať vedená z Frýdlantu přes Dolní i Horní Řasnici a Nové Město pod Smrkem do Jindřichovic pod Smrkem. Důvodem její výstavby byly požadavky průmyslníků v okolí této tratě na snazší odvoz výrobků jejich továren. S výstavbou železniční tratě se začalo v roce 1900 a první vlak na trať vyjel 2. srpna 1902. O dva roky později byl otevřen navazující úsek z Jindřichovic do tehdy pruského Greiffenbergu (dnes Gryfów Śląski v Polsku). Ačkoliv tak existovalo přímé spojení tratě s Pruskem, žádné přímé vlaky nikdy nejezdily a cestující si museli v Jindřichovicích vždy přestoupit do jiného vlaku. Jindřichovice byly hraniční stanicí do vzniku druhé republiky, kdy došlo na základě Mnichovské dohody ke změně státních hranic jejich posunutím do českého vnitrozemí. Během druhé světové války připadla trať Německým říšským drahám, které na ní zajišťovaly provoz až do roku 1945. Po válce trať opět připadla Československu, ale hraniční přechod byl z důvodu obsazení oblasti za hranicemi polskou armádou v květnu 1945 uzavřen.
V následujících letech se na trati střídaly parní lokomotivy různých řad v tahání nákladních vlaků, zatímco osobní dopravu zajišťovaly motorové vozy. Během roku 1972 došlo k ukončení zdejšího provozu parních strojů a k jejich nahrazení dieselovými lokomotivami. Na začátku 21. století byla trať zařazena do systému Jizerskohorské železnice, na níž od roku 2011 po dobu 15 let zajišťují osobní dopravu České dráhy vozy řady 840.

## Historie

### Důvody výstavby a varianty vedení tratě
Podnětem k úvahám o vybudování tratě byly snahy místních průmyslníků o zajištění rozvoje jejich firem v oblasti Frýdlantska. V šedesátých letech 19. století fungovaly textilky v Novém Městě pod Smrkem, v Horní Řasnici či v Jindřichovicích pod Smrkem a v Krásném Lese vyráběla své zboží sklárna. Zahájení provozu na trati z Liberce přes Frýdlant do Seidenbergu (nyní Zawidów), tedy po dnešní trati číslo 037, ke kterému došlo od 1. července 1875, ještě více podnítilo vznik průmyslových podniků. Vznikly kovodělné firmy v Novém Městě, textilní výroba v Srbské a v Dolní Řasnici vyrostla cihelna. Současně tou dobou prožívaly konjunkturu i textilky; ta novoměstská – Klingerova – tehdy zaměstnávala 3200 dělníků z okolí a dobře se vedlo také oběma závodům společnosti Heintschel, jejíž výrobky byly ze dvou třetin určeny na export do Ruska či Jižní Ameriky.
Již v březnu 1866 inženýři ve Vídni vypracovali projekt tratě, který trasovali z Raspenavy přes Jindřichovice pod Smrkem dále do Pruska. Její délka dosahovala 22,015 kilometrů a vedla přibližně v trase současné trati z Raspenavy do Bílého Potoka (dnes číslo 038), avšak za stanicí Lužec pod Smrkem odbočila severním směrem a kolem Pekelského vrchu vystoupala až do Ludvíkova pod Smrkem, odkud dále pokračovala přes Nové Město pod Smrkem v trase současné trati až do Jindřichovic pod Smrkem. Jiný návrh vypracoval roku 1894 Fr. Reimherr. Nazval ji „Lokalbahn Friedlandt – Wünschendorf – Landgrenze“ (tedy Místní dráha Frýdlant – Srbská – zemská hranice) a trať z Frýdlantu v něm vedl v trase současné železnice, a to až do Dolní Řasnice, kde navrhovaná trať uhýbala přímo k Horní Řasnici, po západním okraji obce míjela Jindřichovice a přes Srbskou pokračovala do pruských měst Hartmannsdorf (dnes Miłoszów) a následně Marklissa (dnes Leśna). Celá trať měla délku 20,064 kilometru.

### Výstavba tratě
Dne 10. ledna 1895 získal frýdlantský okresní výbor vedený Heinrichem Ehrlichem předběžnou koncesi pro stavbu tratě z Frýdlantu údolím Řasnice ke státní hranici. Zeměměřičské práce probíhaly na jaře toho roku a koncem května podal Ing. Reimherr projekt stavby. Ten se od současné podoby lišil v několika prvcích: zastávku v Hajništi umisťoval na sever vesnice a stanici v Novém Městě pod Smrkem uvažoval jako hlavovou, takže vlaky zde měly jezdit úvratí. Odlišná proti současnosti byla navíc i poloha této novoměstské stanice, neboť se měla nacházet přibližně v místech nynější čerpací stanice pohonných hmot u silnice II/291.
Roku 1897 vzniklo konsorcium, jež mělo stavbu železniční tratě provést. Tvořily ho tři subjekty: frýdlantský okresní výbor, berlínská stavební firma Herrmanna Bachsteina a darmstadtská Obchodní a průmyslová banka. Konsorcium získalo 8. září 1900 stavební povolení (koncesi) k vybudování normálněrozchodné trati z Frýdlantu do Jindřichovic a dále přes státní hranici až do Greiffenbergu (dnes Gryfów Śląski). Železnice dosahovala délky 25,466 kilometru a mezi Hajništěm a Novým Městem pod Smrkem byla oproti Reimherrovým plánům navrhována velkým obloukem, tedy bez úvratě. V době, kdy konsorcium koncesi získalo, již na obou zbývajících tratích, které také stavělo (tedy tratích do Heřmanic a do Bílého Potoka), jezdily pravidelné vlaky s cestujícími. Uskupení se navíc během roku 1904 transformovalo na akciovou společnost pojmenovanou Frýdlantské okresní dráhy (Friedländer Bezirksbahn, ve zkratce FOD nebo FBB).

### Počátky provozu

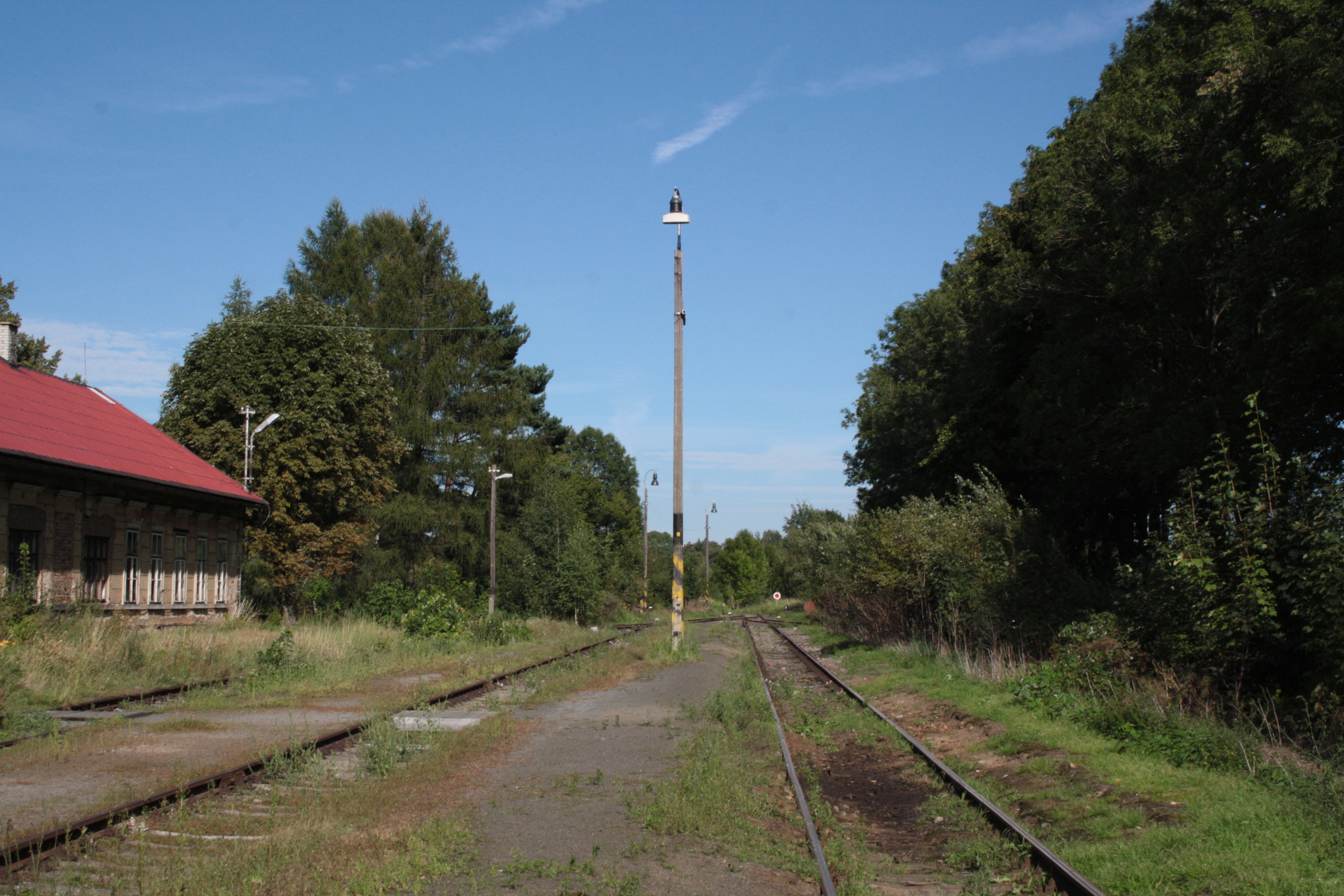
Pohled na kolejiště v Jindřichovicích směrem ke hraničnímu přechodu

V sobotu 2. srpna 1902 došlo ke slavnostnímu zahájení provozu na nově vybudované trati. První vlak vyrazil z Frýdlantu a parní lokomotiva v jeho čele vezla nápis Frohe Fahrt (Radostnou jízdu). Vlaky ovšem tehdy jezdily pouze do Jindřichovic, k napojení na pruské železnice došlo až o dva roky později k 1. listopadu 1904, kdy se otevřela propojovací 2,311 kilometrů dlouhá trať z Jindřichovic přes Friedberg (dnes Mirsk) do Greiffenbergu. Dopravu vlaků na tomto úseku zajišťovaly pruské státní dráhy na základě smlouvy sepsané s Frýdlantskými okresními drahami, které následně uvolnily část své jindřichovické výtopny, aby zde mohly remízovat i stroje pruských železnic. Ač existovalo přímé spojení mezi oběma zeměmi, přímé vlaky z Pruska až do Frýdlantu nejezdily. Cestující si museli v Jindřichovicích přestoupit do jiného vlaku a během toho proběhla také pasová a celní kontrola.
Frýdlantské okresní dráhy objednaly pro trať u lokomotivky firmy Krauss z Lince postupně čtyři parní lokomotivy. Ty kromě číselného označení (21 až 24) nesly také pojmenování vycházející z lokální geografie (lokomotiva číslo 21 se jmenovala Rückersdorf, tedy Dolní Řasnice, lokomotiva číslo 22 se zas označovala Neustadt a.T, to jest Nové Město pod Smrkem, stroj číslo 23 jezdil s pojmenováním Heinersdorf (Jindřichovice) a poslední – číslo 24 – se nazýval Tafelfichte, což znamená Smrk). Někdy se na trati objevily i lokomotivy určené pro bělopotockou trať, tedy stroje číslo 1 (pojmenovaný Mildeneichen, to jest Lužec, a číslo 2 Haindorf, neboli Hejnice). Vlaky na tratích byly smíšené, tedy nákladní soupravy, k nimž se připojilo několik osobních vozů.

### Převzetí provozu ČSD

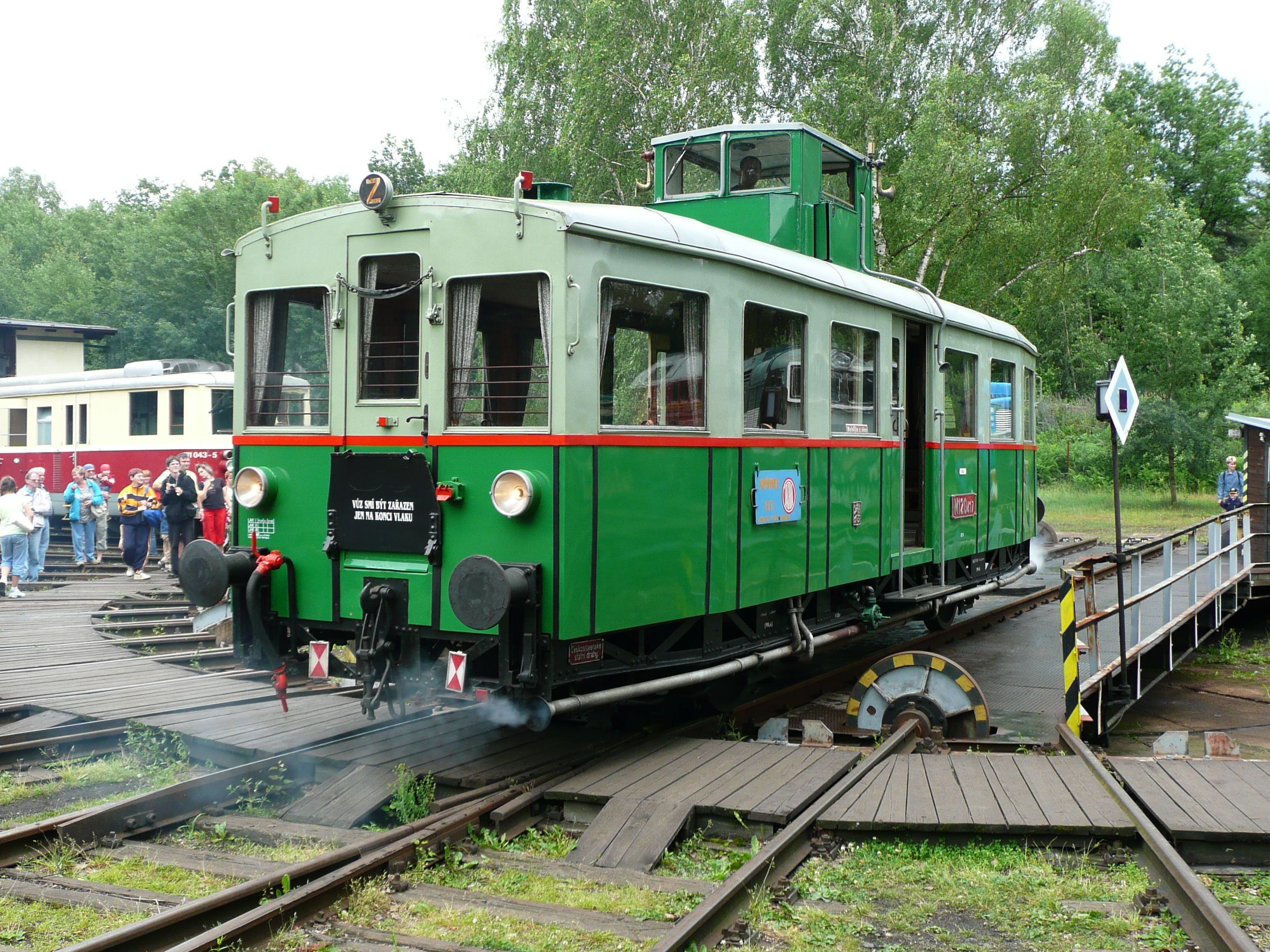
Na trati byl zkoušen motorový vůz M 120.3 (na snímku vzhledově podobný, ale větší motorový vůz řady M 120.4)

Na přelomu let 1924 a 1925 došlo k převzetí provozu na všech tratích ve vlastnictví Frýdlantských okresních drah Československými státními drahami (ČSD), neboť původní vlastník se dostával do stále větších hospodářských problémů zapříčiněných krizí během první světové války a také následnými (pro společnost nevýhodnými) finančními machinacemi. Během tohoto převodu dostaly parní lokomotivy ve vlastnictví Frýdlantských okresních drah nové číselné označení, a sice řadu 311.5. Závěrem roku 1926 bylo zavedeno přímé autobusové spojení mezi Frýdlantem a Jindřichovicemi, což znamenalo konkurenci pro železniční dopravu. Další zesílení konkurenčního boje mezi dopravou po kolejích a na silnici přineslo uvedení do provozu autobusové linky spojující Nové Město s Raspenavou. Na konkurenční boj reagovala železniční společnost zavedením motorových vozů, které měly vyřešit výtky cestujících stěžujících si na dlouhé jízdní doby spojů původních smíšených vlaků, jež zvláště prodlužovalo čekání při posunování nákladních vozů v Novém Městě pod Smrkem. První z motorových vozů (řady M 120.3) se na trati objevil roku 1928. Do pravidelného provozu se ovšem motorové vozy dostaly až o tři roky později. Nejednalo se ale o původně prověřovanou řadu M 120.3, nýbrž o řadu M 244.0. Zařazení těchto vozů do provozu mělo za následek vzrůst přepravovaných cestujících o 200 %. Již ale asi po třech týdnech provozu vyšlo najevo, že nové vozy překračují maximální povolenou hmotnost, a proto se na trať vrátily původní smíšené vlaky. K opětovnému započetí provozu motorových vozů došlo až roku 1934, kdy na trať vyjely speciálně pro Frýdlantské okresní dráhy vyvinuté motorové vozy řady M 120.5. Jejich domovskou stanicí byly Jindřichovice pod Smrkem, odkud vyrážely na obě tratě ve vlastnictví této společnosti.

### Okolo druhé světové války

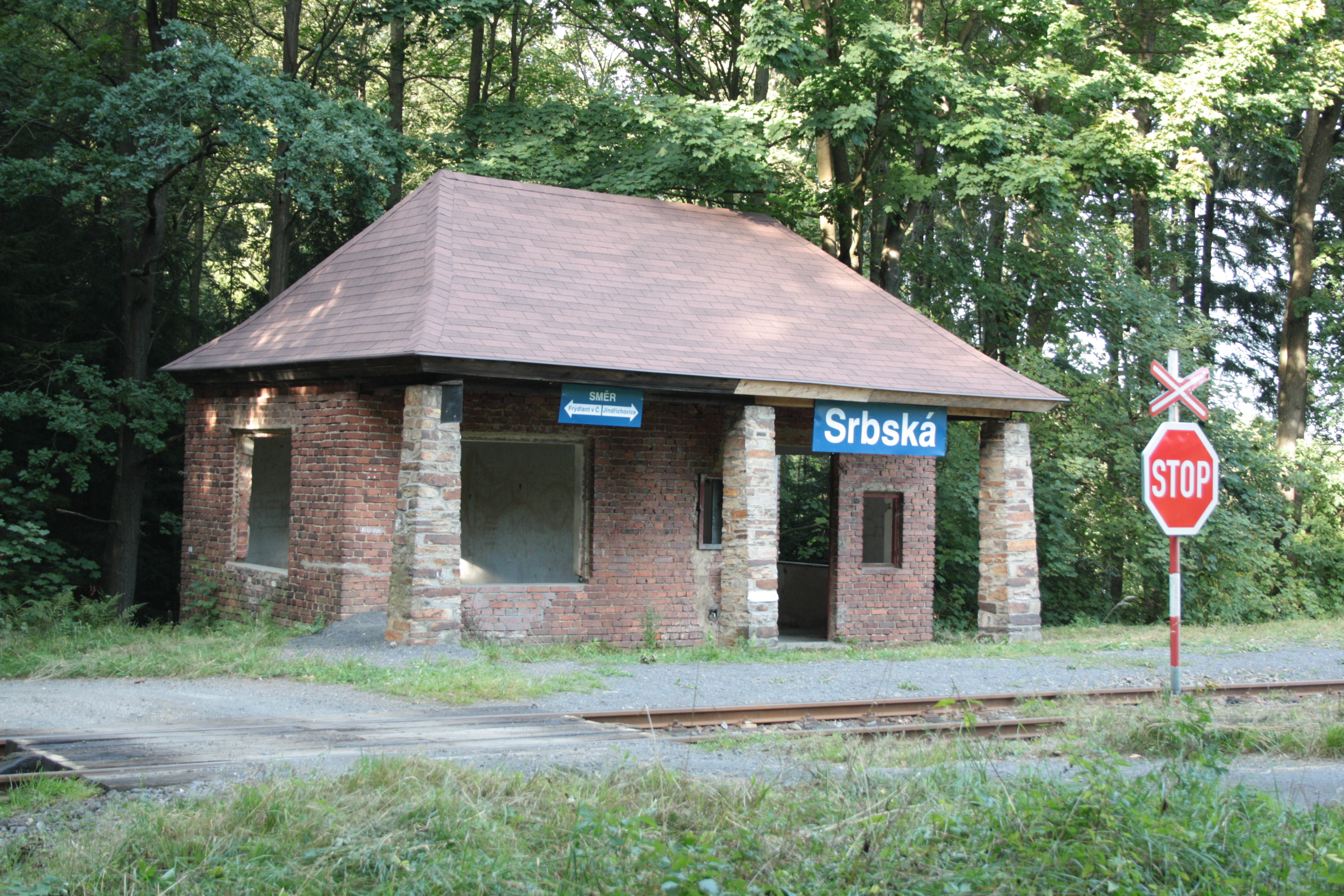
Zděná čekárna v železniční zastávce Srbská, od roku 2016 přejmenované na Jindřichovice pod Smrkem-Skanzen

Během třicátých let 20. století přestávaly v důsledku hospodářské krize pracovat továrny v okolí tratě. Některé z nich dokonce demontovaly své provozy úplně a jejich vybavení odvážely do jiných zemí (například hornořasnická textilka Heintschel do Hamburku a dále lodí do Johannesburgu na jihu Afriky). V důsledku květnové mobilizace roku 1938 začaly po trati jezdit vojenské transporty. To trvalo až do září téhož roku. Dvacátého toho měsíce došlo k přerušení dopravy a čeští pracovníci spolu se svými rodinami odjeli do československého vnitrozemí. Po jejich odchodu došlo k obsazení uprázdněných pracovních míst železničáři z Německa. Po změně státních hranic při vzniku druhé republiky navíc přestaly Jindřichovice plnit funkci hraniční obce, protože se celá zdejší oblast Frýdlantského výběžku stala součástí nacistického Německa, a tak z nepotřebných prostor celního úřady vznikly po přestavbě služební byty. Ačkoliv celá trať z Frýdlantu do Greiffenbergu připadla Německým říšským drahám, přímé spojení mezi těmito městy zavedeno nebylo a cestující museli i nadále v Jindřichovicích přestupovat. K ukončení motorového provozu došlo s vypuknutím druhé světové války, kdy se omezil příděl pohonných hmot pro jejich provoz. Na trať se tak vrátily vlaky tažené parními lokomotivami. Během válečných let docházelo k opravám tratě (v části z Frýdlantu do Horní Řasnice se vyměnily koleje, v Jindřichovicích byly nahrazeny původní výhybky kvalitnějšími a dřevěnou čekárnu ve Wünschendorfu (Srbské) nahradil roku 1943 zděný objekt). Osvobození od nacistické okupace přineslo dopoledne 8. května 1945, kdy do Jindřichovic vstoupila Rudá armáda. O čtyři dny později vyjel první zkušební vlak z Frýdlantu do Jindřichovic, odkud následující den – 13. května – pokračoval přes státní hranici na již polské území. Jeho jízda však skončila v první zastávce za hranicí ve Wigandsthalu (dnes Pobiedna), neboť dále již byla trať (na rozdíl od české části) přerušena. Dne 23. května dorazil do Frýdlantu z vnitrozemí obsazovací vlak, který trať a přilehlé železničářské objekty přebíral zpět do československého vlastnictví. Přeshraniční doprava byla zastavena 26. května (vlivem obsazení původních německých oblastí polskou armádou) a po tomto datu již žádný vlak z Jindřichovic do Polska neodjel. Během následujícího roku jezdily po trati vlaky odvážející odsunované Němce ze sběrného tábora v Novém Městě pod Smrkem. Do konce dekády došlo k likvidaci původních parních lokomotiv řady 311.5 a místo nich jezdila po trati do frýdlantské výtopny přidělená lokomotiva 422.066 (označovaná Malý Bejček), kterou během roku 1947 vystřídaly stroje 354.073 a 354.0117 zvané Všudybylka. Ty koncem roku 1948 doplnila čtveřice lokomotiv řady 320.0. Současně s jejich zaváděním skončil provoz původních motorových vozů řady M 120.5.

### Období socialismu

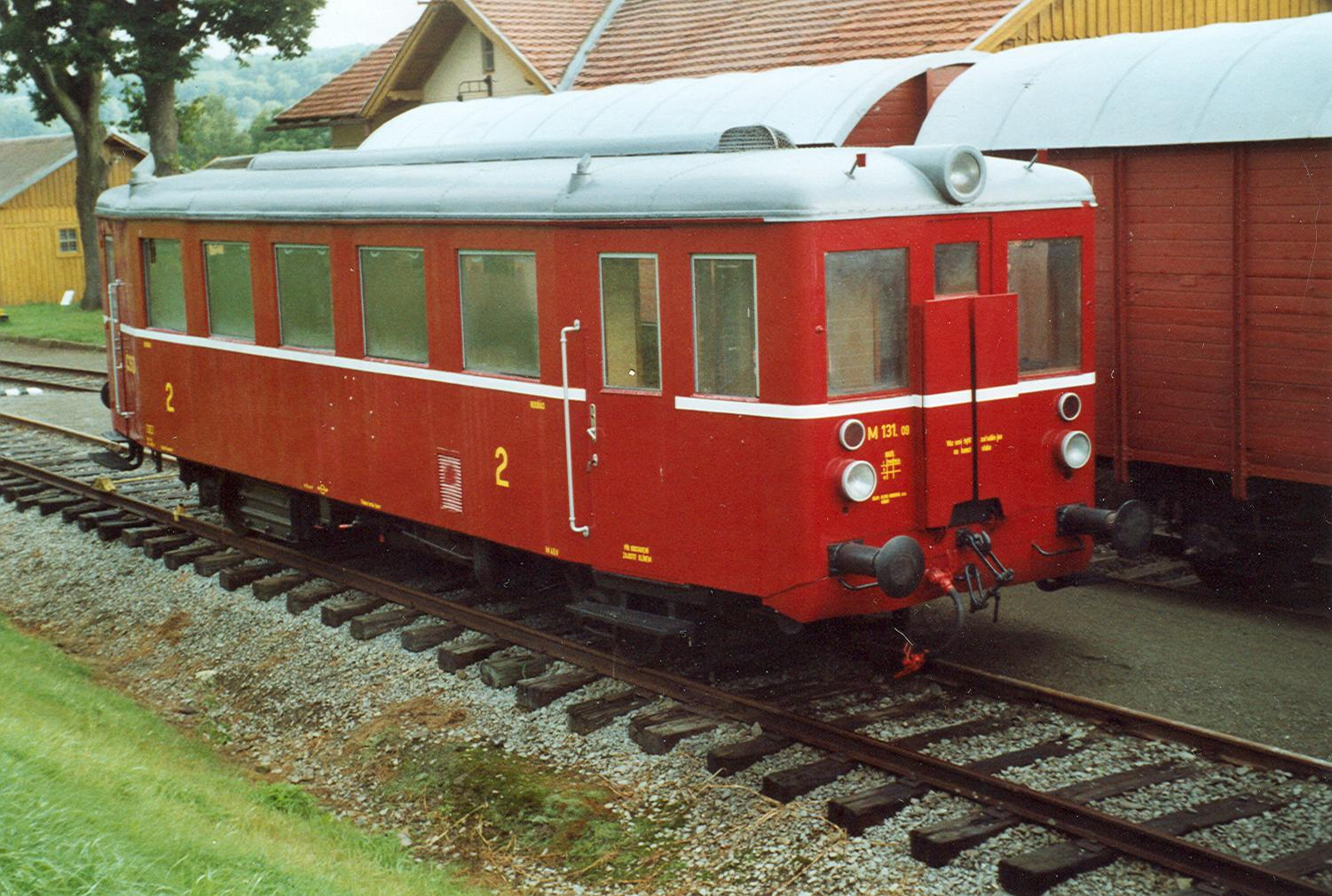
Osobní dopravu zajišťovaly vozy řady M 131.1

Na počátku padesátých let 20. století byly rušeny živnosti soukromníků a naopak vznikaly první Jednotná zemědělská družstva (JZD), a to v Krásném Lese a v Srbské. V tu dobu přišly z Nymburka motorové vozy řady M 232.0. Mezi roky 1952 a 1953 byly mezi výtopnami ve Frýdlantě a v České Lípě vyměněny na trati provozované parní lokomotivy řady 320.0 a současně s nimi přišla z Liberce lokomotiva 354.0134. Během září 1952 přibyly na trať další dvě lokomotivy, a sice 422.069 a 422.066 z Rumburka. V čele osobních vlaků jezdily od poloviny padesátých let motorové vozy řady M 131.1, které na trať denně přijížděly ze své domovské stanice v Liberci.

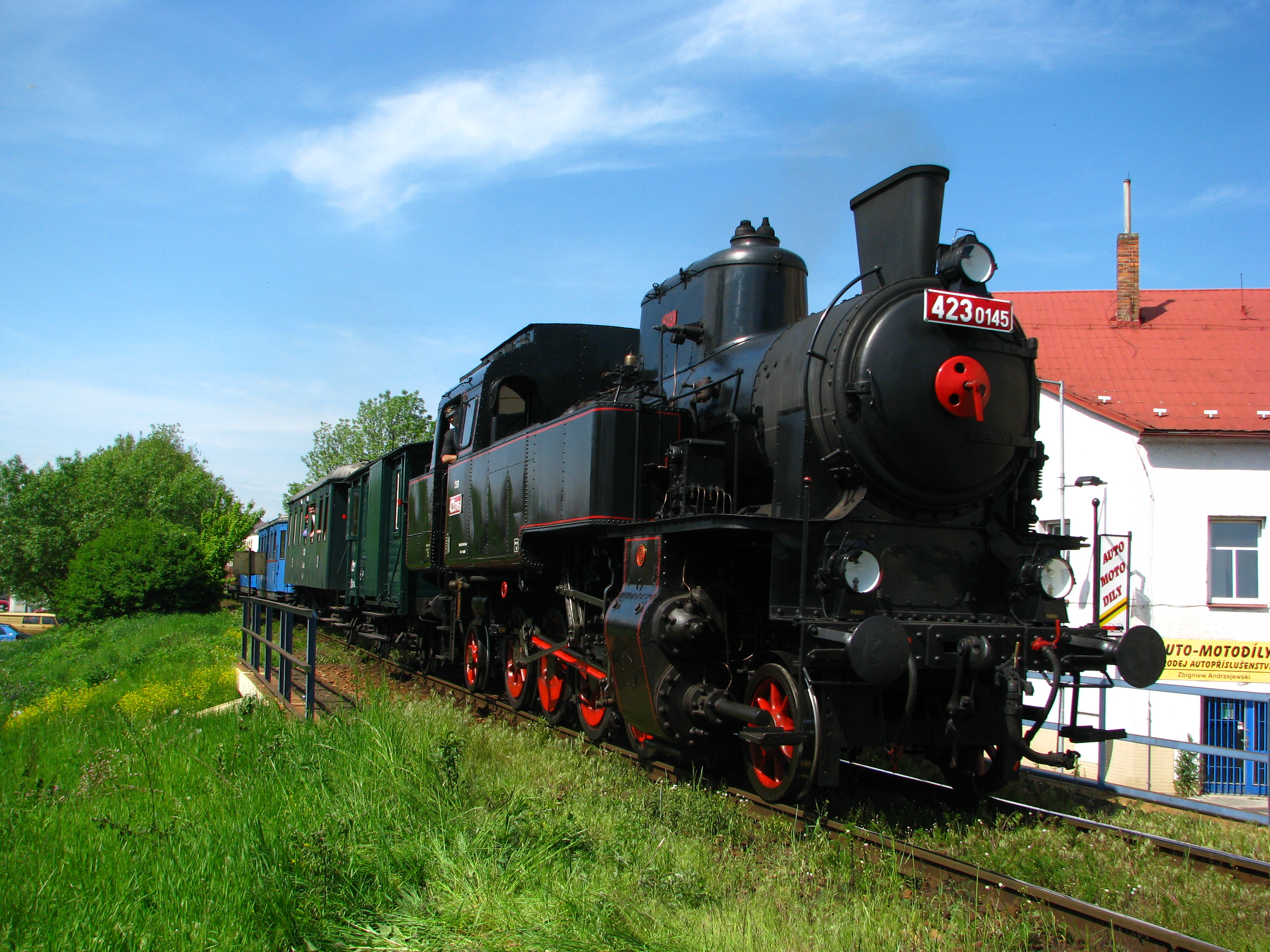
Na trati se objevovaly také parní lokomotivy řady 423.0

Od druhé poloviny šedesátých let 20. století tahají na trati nákladní vlaky lokomotivy 423.0162 a 423.0164 (zvané Velký Bejček), které roku 1972 vystřídaly stroje řady 433.0. V polovině sedmdesátých let na trať přišla poslední parní lokomotiva, a to 433.043 (nazvaná Skaličák). Počátkem roku 1972 přestaly osobní motorové vozy vyjíždět každý den až z Liberce a byly přesunuty do Frýdlantu. O dva roky později začaly na trati jezdit motorové lokomotivy. První z nich byla T 435.0101, kterou následovaly další tři stroje této řady zvané Hektor. Během roku 1978 došlo k výměně motorových vozů pro osobní přepravu, kdy se na trati začaly objevovat vozy M 152.0261 a M 152.0279 nahrazené roku 1981 stroji M 152.0423 a M 152.0424. Od poloviny osmdesátých let 20. století se v čelech nákladních vlaků jezdících po trati střídaly čtyři lokomotivy řady T 466.2 (zvané Kocour).

### Po sametové revoluci

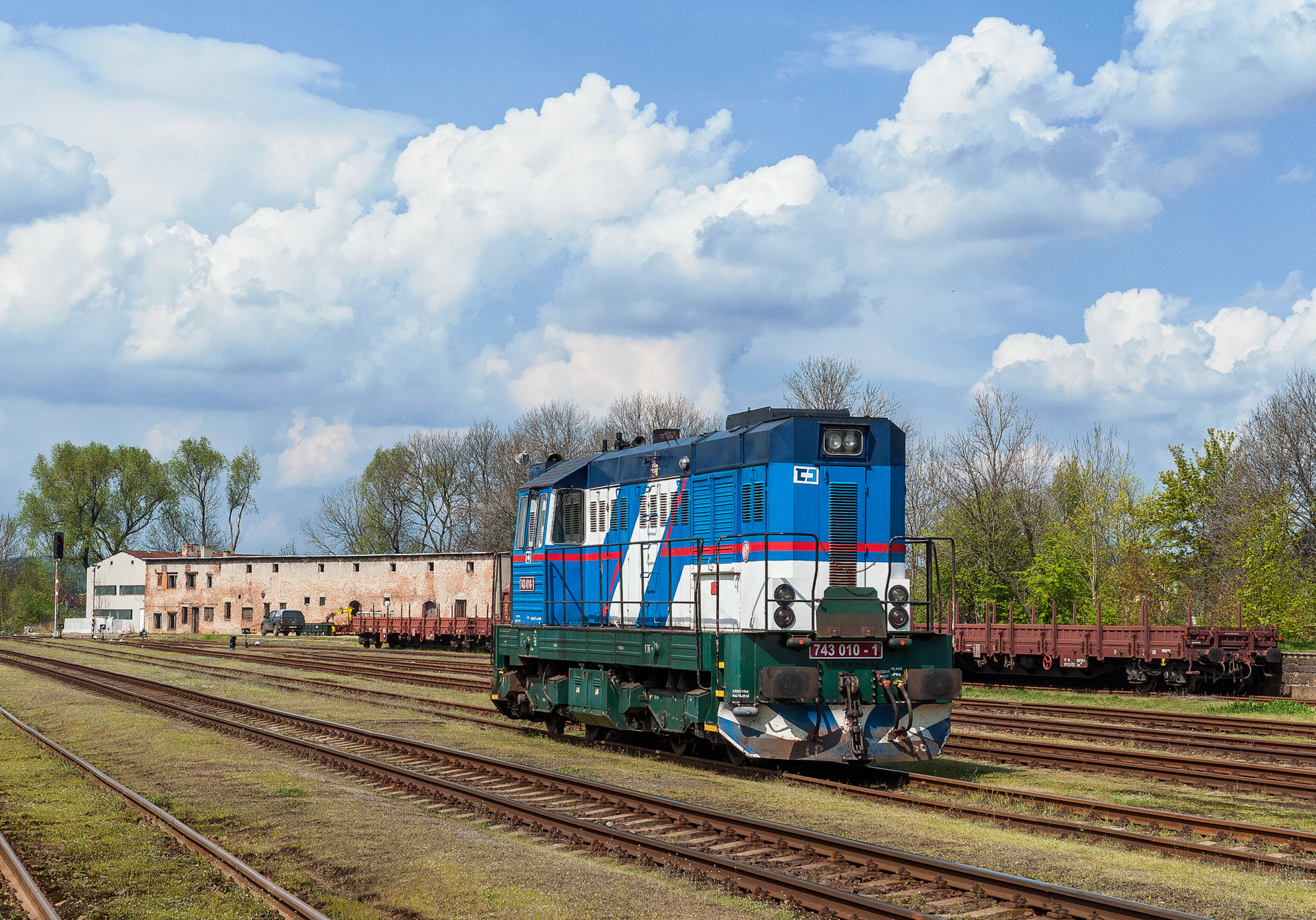
Lokomotivy řady 743 se na železniční trati objevují od konce 20. století

V květnu roku 1998 začaly nákladní vlaky na trati tahat dieselové lokomotivy řady T 466.3 (zvané Elektronik). Na počátku třetího tisíciletí byla trať zařazena do Jizerskohorské železnice, pro niž Liberecký kraj v roce 2008 vypsal výběrové řízení na provozování osobní dopravy po dobu následujících 15 let mezi roky 2011 a 2026. V soutěži vyhrály České dráhy, které se tak dle podmínek soutěže zavázaly k obnově zdejšího vozového parku. Od zahájení platnosti jízdního řádu 2011/2012, tedy od 11. prosince 2011, byla na trati zavedena taktová doprava s intervalem jedné hodiny zajišťovaná motorovými vozy řady 840. Vlaky jsou navíc křídlové a jezdí tak přímé vozy z Liberce do Raspenavy, kde dojde k rozdělení vlaku na část do Bílého Potoka a zbytek pokračující dále do Frýdlantu, odkud následně jede do Nového Města pod Smrkem nebo až do Jindřichovic pod Smrkem. Některé spoje jsou zajišťovány jednotkami Regionova. Od začátku platnosti jízdního řádu 2016/2017, tedy od neděle 11. prosince 2016, došlo ke změně názvu zastávky „Srbská“ na Jindřichovice pod Smrkem-Skanzen.
V únoru 2024 plánovala skupina jednotlivců prosazení memoranda o obnovení tratě z Jindřichovic pod Smrkem do polského Mirsku. Dolnoslezské vojvodství i Liberecký kraj však v březnu 2023 informovali, že o podepsání memoranda nemají zájem, neboť obnovení trati nemá ekonomické opodstatnění.

## Provoz na trati
| Jízdní řád                                                                           | Číslo tratě a provozovaný úsek                                | Počet vlaků                                                                                             |
| ------------------------------------------------------------------------------------ | ------------------------------------------------------------- | --- |
| 1912                                                                                 | 116b Friedland – Heinersdorf                                  | 6 Sm |
| 1921 léto                                                                            | 168 Frýdlant v Čechách – Jindřichovice pod Smrkem             | 3 Sm |
| 1928/29 zima                                                                         | 168 Frýdlant v Čechách – Jindřichovice pod Smrkem             | 3 N |
| 1937/38 zima                                                                         | 132 Frýdlant v Č. – Jindřichovice pod Smrkem – (Greiffenberg) | 6 Os |
| 1944/45                                                                              | 160g Friedland – Heinersdorf                                  | 6 Os |
| 1945/46                                                                              | 7r Frýdlant v Čechách – Jindřichovice pod Smrkem              | 4 Os |
| 1959/60                                                                              | 3m Frýdlant v Čechách – Jindřichovice pod Smrkem              | 10 Os                                                                                                   |
| 1988/89                                                                              | 039 Frýdlant v Čechách – Jindřichovice pod Smrkem             | 9 Os |
| 2002/03                                                                              | 039 Frýdlant v Čechách – Jindřichovice pod Smrkem             | 11 Os                                                                                                   |
| 2012/13                                                                              | 039 Frýdlant v Čechách – Jindřichovice pod Smrkem             | 10 Os Frýdlant v Čechách – Nové Město pod Smrkem, 3 Os Nové Město pod Smrkem – Jindřichovice pod Smrkem |
| Vysvětlivky: Sm – smíšený vlak, N – nákladní vlak s přepravou osob, Os – osobní vlak |                                                               | |

### Železniční nehody
Během provozu na trati docházelo k železničním nehodám, které se obešly bez vážných následků. Vedle srážek vlaků s automobily docházelo k ujetí železničních vozů bez lokomotivy z Nového Města směrem k Jindřichovicím nebo na opačnou stranu ke Frýdlantu. Jiná nehoda se stala dne 22. dubna 1980, kdy lokomotiva T 435.0063 (Hektor) nedokázala včas zastavit a projela zarážedlo na kusé koleji vlečky v Horní Řasnici. Následkem toho se zřítila ze srázu. Zpět na koleje ji dostala až v polovině května téhož roku dvojice těžkých jeřábů. Vážným následkům u jiné nehody zas dokázal svou duchapřítomností zabránit strojvedoucí Jiří Kubelka, který 9. července 1984 zaregistroval, že vlaku jedoucímu z Nového Města selhaly na spádu před Dolní Řasnicí brzdy. Svůj vlak dokázal odbrzdit a rozjet zpět směrem ke Frýdlantu. Tím prodloužil dráhu, kde mohl nebrzděný vlak na rovině zpomalit, a rychlost ve chvíli střetu proto nepřesáhla 30 km/h. Vzniklá škoda tak nebyla veliká.

## Popis tratě

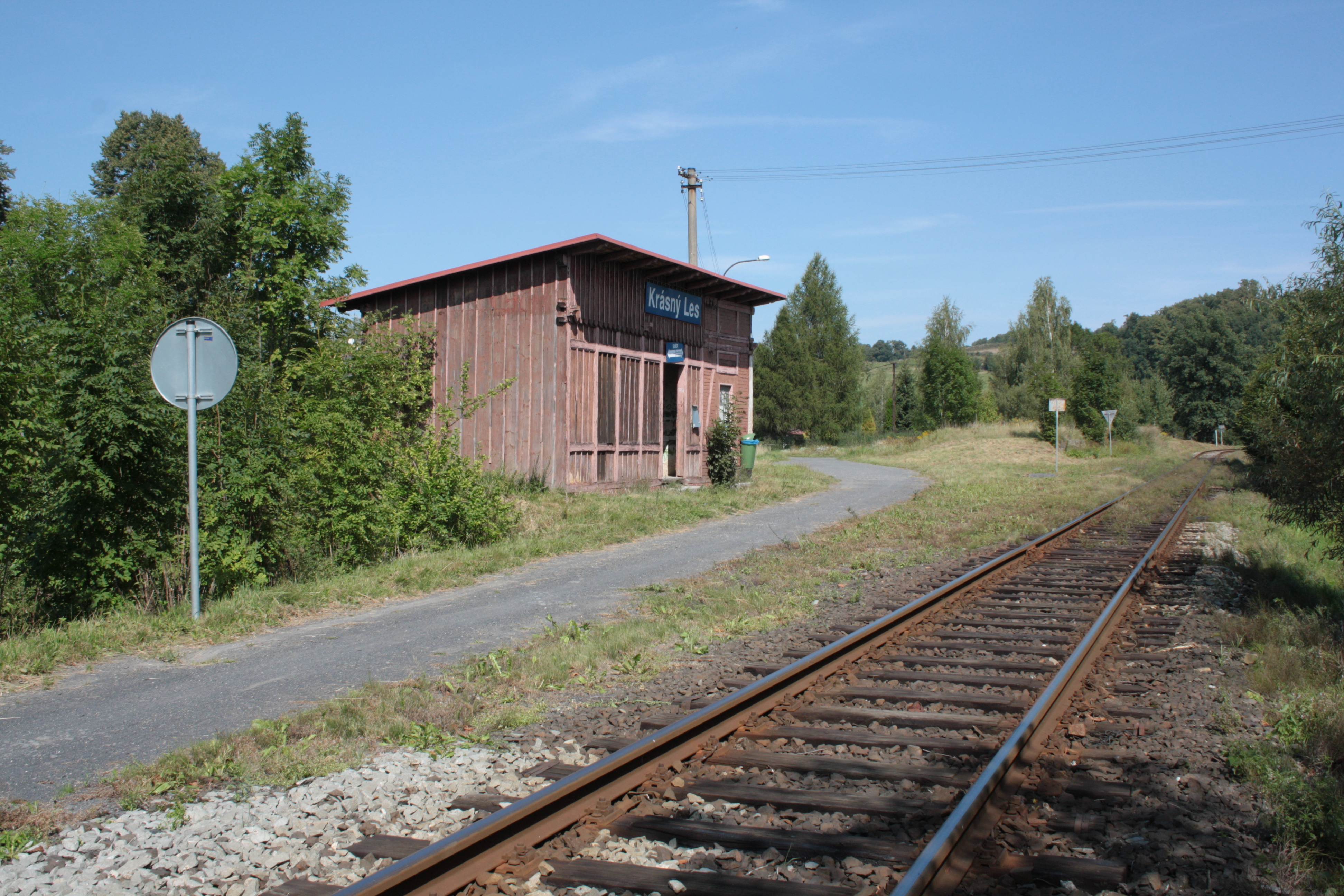
Čekárna v zastávce Krásný Les

Trať začíná na západním zhlaví nádraží Frýdlant v Čechách, odkud vychází v souběhu s tratí číslo 037 do Černous a ke státní hranici s Polskem. Společně překonávají mostkem Větrovský potok a za železničním přejezdem zabezpečeným výstražnými kříži, na němž tratě křižuje silnice I/13 (zde coby Žitavskou ulici), míjejí z jižní strany lokomotivní depo vybudované roku 1902 Frýdlantskými okresními drahami pro svá vozidla (od června 2008 využívané muzeem mapujícím činnost této společnosti). Severozápadně od depa podcházejí obě tratě stále společně ocelový most, přes nějž tratě přecházela roku 1984 zrušená úzkorozchodná trať do Heřmanic, a za ním se trať do Jindřichovic ostrým obloukem stáčí k severu, po 66,2 metru dlouhém mostu přechází řeku Smědou a v zářezu pokračuje dále stáčeje se k východu. Dále trať překonává šest přejezdů bez zabezpečovacího zařízení a dva chráněné železniční přejezdy a ze západu vstupuje do zastávky Frýdlant v Čechách předměstí. Za ní, severně od frýdlantské nemocnice, opouští město.

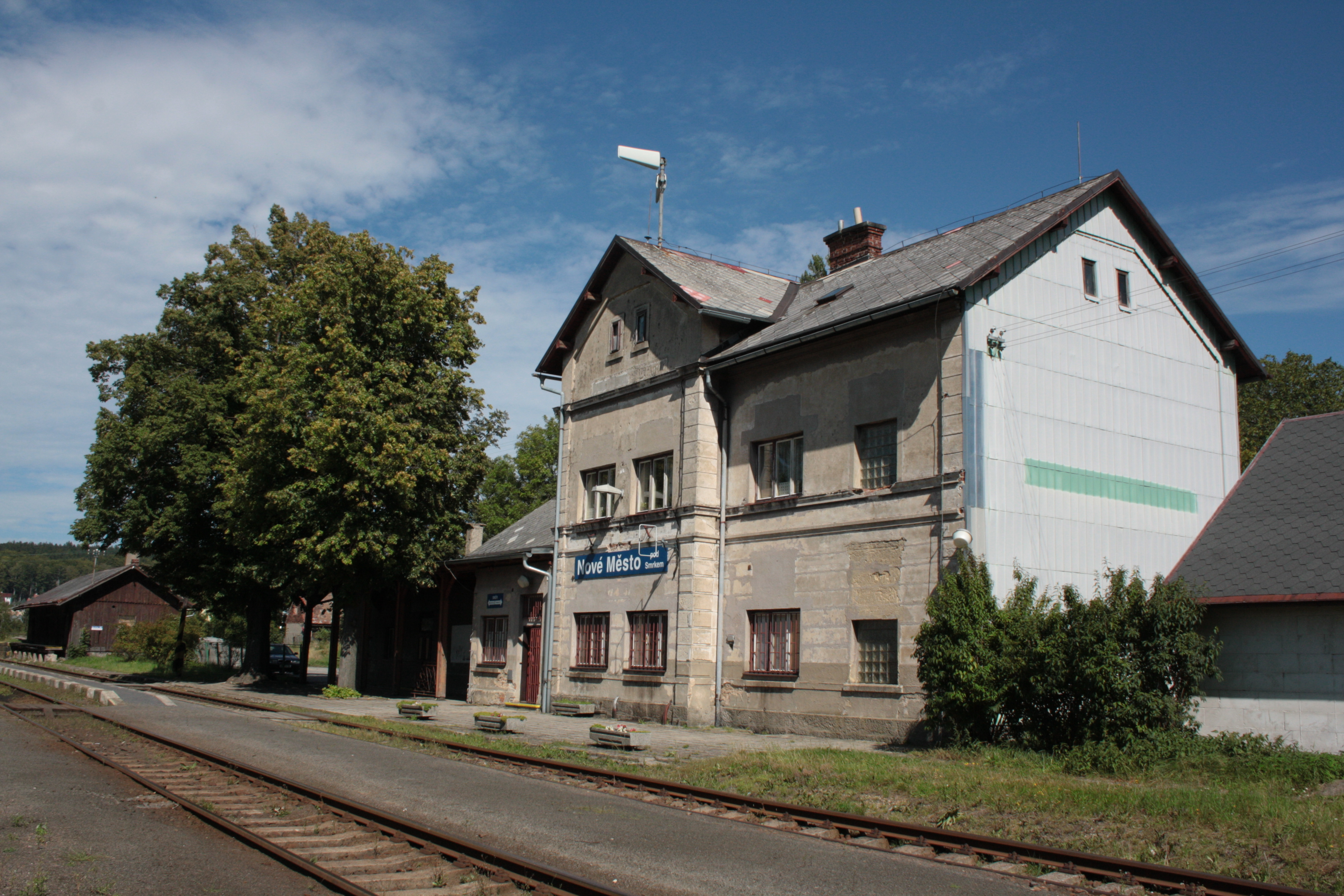
Staniční budova v Novém Městě pod Smrkem

Dráha následně opětovně křižuje silnici I/13 (tentokrát se ulice jmenuje Fügnerova), za nímž po třináctimetrovém mostu překonává tok Řasnice a mezi poli míří ze západu k zastávce Krásný Les bažantnice, před níž ještě křižuje na přejezdu zabezpečeném pouze výstražnými kříži silnici III/2911. Následně z jižní strany obchází Krásný Les, křižuje silnici III/2912 a vstupuje do zastávky Krásný Les. I v další své části trať z jihu obchází Krásný Les a následně též Dolní Řasnici, v níž se na trati nachází dopravna Řasnice. Po jejím opuštění se železnice stáčí obloukem k jihovýchodu a před přejezdem nevybaveným zabezpečovacím zařízením se silnicí III/2915 vstupuje do řasnické zastávky. Za přejezdem trať pokračuje až k silnici II/291, k níž se přimkne ze severní strany a společně pokračují východním směrem. Západně od Hajniště tuto silnici přechází na železničním přejezdu zabezpečeném pouze výstražnými kříži a vstupuje do zastávky Hajniště. V ní trať křižuje silnice III/29015 přicházející sem od Ludvíkova pod Smrkem. Za zastávkou trať pokračuje východním směrem, ale po přibližně pěti stech metrech se stáčí jižním směrem, v oblouku překonává Lomnici a následně též Novoměstský potok. Dalším táhlým obloukem podél silnice III/29011 se opět stáčí k severu a vstupuje do stanice v Novém Městě pod Smrkem.

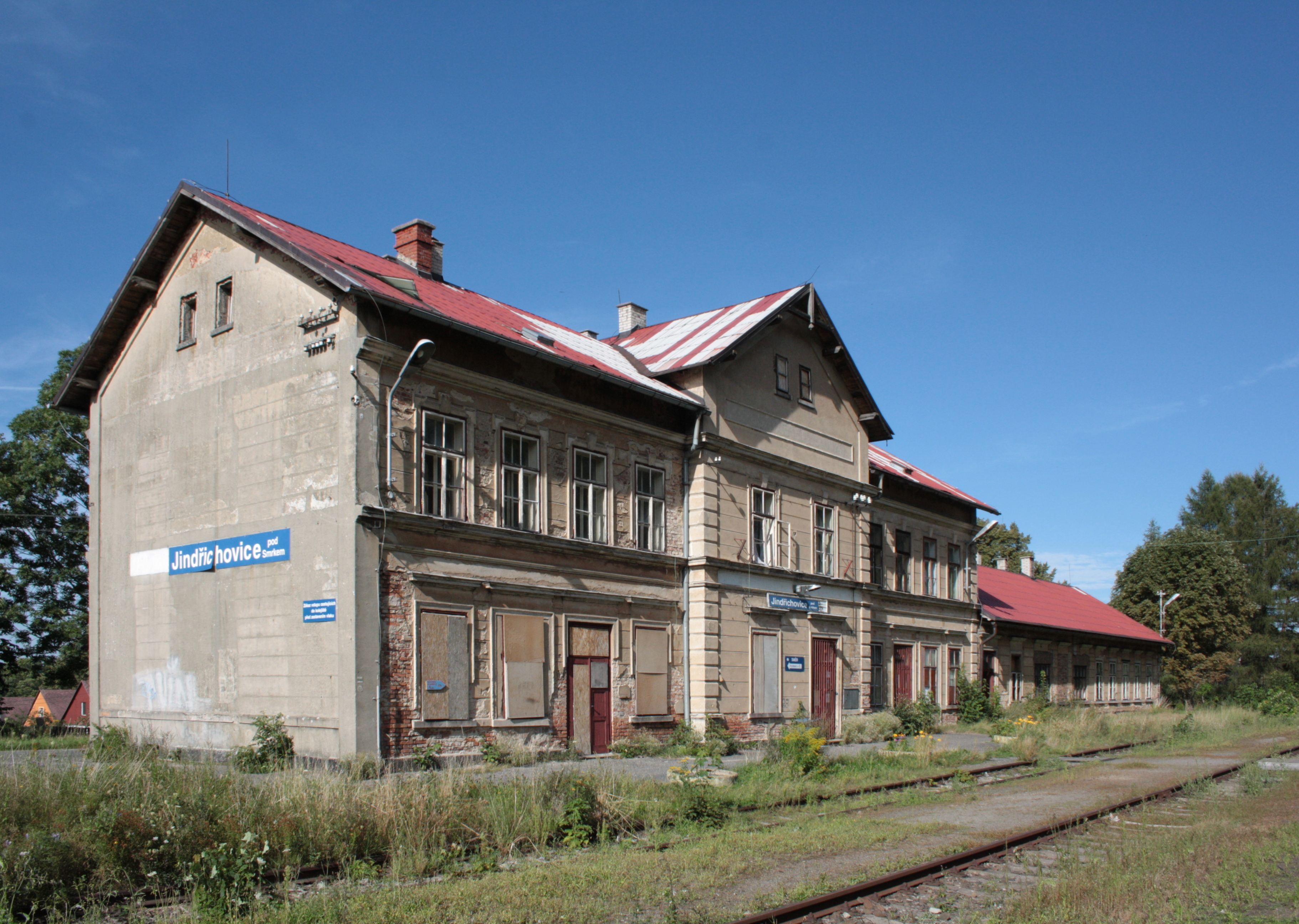
Budova v Jindřichovicích pod Smrkem

Severně od ní trať míjí objekty podniku Textilana (dříve patřící Ignáci Klingerovi, jednomu z propagátorů stavby této trati), znovu přechází Lomnici a stáčí se k západu. Na železničním přejezdu bez zabezpečovacího zařízení opět křižuje silnici II/291 a vchází do lesů na úbočí vrchu Nad nádražím (522 m n. m.). Tento vrch ze západní strany obchází a na jeho severozápadní straně vstupuje do zastávky Horní Řasnice. Za ní pokračuje stále východním směrem, přechází silnici III/2919 a vstupuje do železniční zastávky Jindřichovice pod Smrkem-Skanzen. Za Srbskou trať po jižním okraji Jindřichovic pod Smrkem směřuje východním směrem ke svému konci v dopravně Jindřichovice pod Smrkem. Když zde bývala hraniční přechodová stanice, měla čtyři průběžné koleje, šest kusých a také točnu o průměru 8 metrů. Po snesení části kolejiště během devadesátých let 20. století zbyly pouze tři průběžné koleje.

### Vlečky

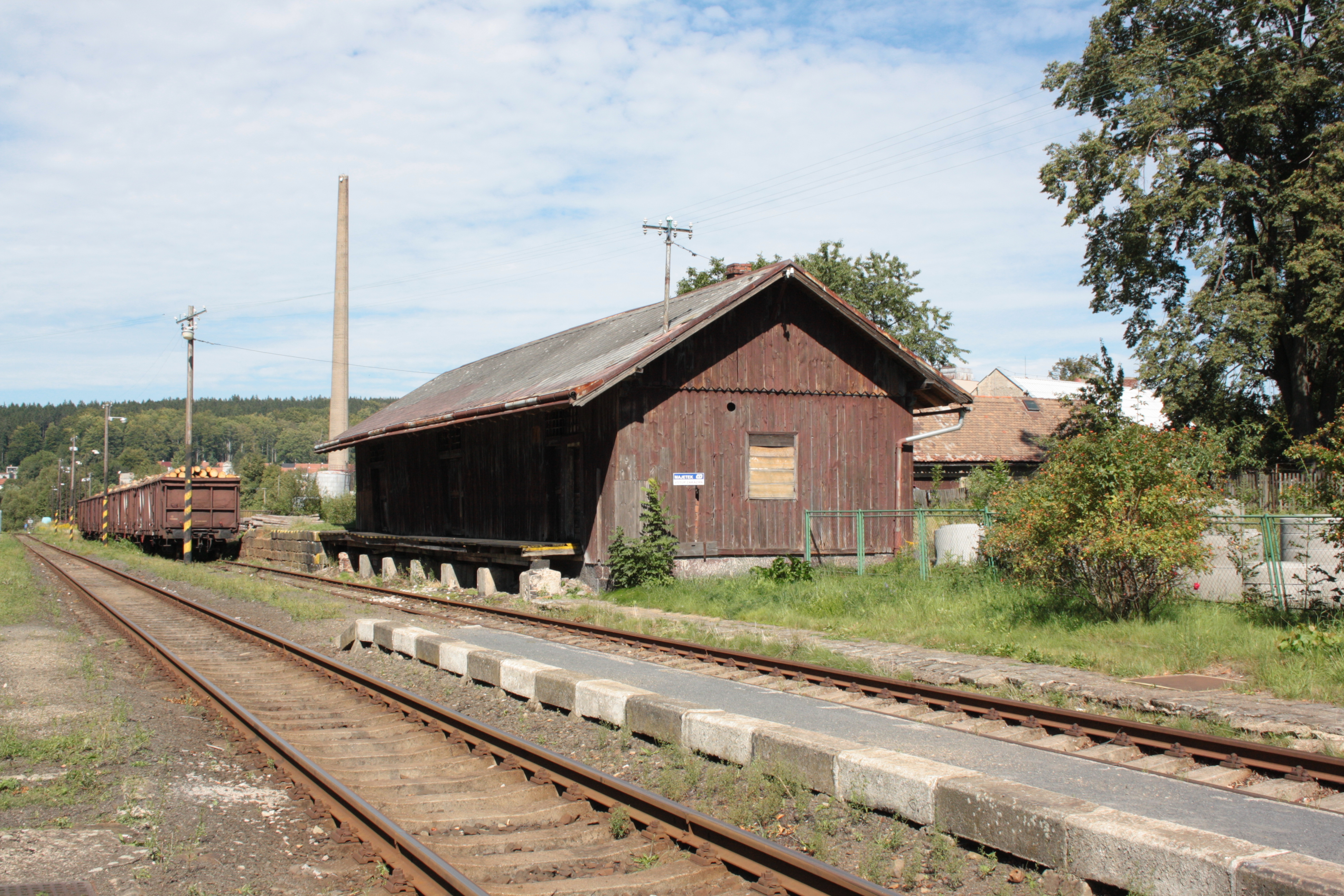
Skladiště v Novém Městě pod Smrkem s prostorem pro nakládání vytěženého dřeva

Na trati bylo vybudováno několik vleček. Jedna odbočovala ze širé tratě asi jeden kilometr před zastávkou v Horní Řasnici při jízdě od Frýdlantu a vedla k hornořasnické betonárce (vjezd do vlastního areálu podniku zajišťovala úvrať). Další z novoměstské stanice směřovala k prostoru pro nakládání vytěženého dřeva z lesů Jizerských hor a jiná v téže stanici sloužila k přistavování cisteren s mazutem pro podnik Textilana. Krátce po druhé světové válce došlo ke snesení vlečky, jež z širé trati za zastávkou Frýdlant v Čechách předměstí odbočovala od 20. let 20. století, na níž společnost Frýdlantská čedičová štěrkárna nakládala kamenivo z vlastního lomu. Snesena byla také vlečka, která v Dolní Řasnici připojovala na železniční síť závod firmy Rössler.
Na základě žádosti vojenského útvaru došlo 22. ledna 1956 k vydání stavebního povolení pro vlečku z manipulační koleje zastávky Hajniště do vojenského prostoru na vrcholu Chlum. Provoz na ní byl zahájen první den roku 1961, přičemž již v polovině dubna 1961 zde došlo k nehodě, při níž lokomotiva řady T 211.0 neubrzdila dva naložené vozy, prorazila zarážedlo a spadla do strže. Ke konci osmdesátých let 20. století kvalita kolejového svršku vlečky nedosahovala potřebných parametrů, přistoupilo se roku 1990 k rekonstrukci celého jejího kolejiště. Po opuštění vojenského objektu armádou v roce 1995 vlečka chátrala, ale od roku 2000 je opět v provozu využívaná společností, která v areálu likviduje vyřazenou munici.